# کراسنا (ناحیه خب)
کراسنا (به چکی: Krásná) یک منطقهٔ مسکونی در جمهوری چک است که در ناحیه خب واقع شده‌است. کراسنا ۵۰۰ نفر جمعیت دارد.